# Grafenmühlweiher
Der Grafenmühlweiher ist ein künstlich angelegtes Staugewässer in der Stadt Selb im Landkreis Wunsiedel im Fichtelgebirge (Nordostbayern). Er ist im Besitz der Stadt Selb und wird für Zwecke der Naherholung genutzt. Steinbächlein und Engelmeßbach sorgen dafür, dass der Weiher ständig mit Wasser gefüllt ist.

## Geschichte
Angelegt wurde der Grafenmühlweiher zum Betrieb einer Mahlmühle. Benannt ist er nach den damaligen Besitzern Michael und Daniel Graff. Der Mühlteich wurde bereits im Jahr 1660 genannt. Der Weiher war von 1914 bis 1917 ein Freibad, in dem aus Gründen der Sittlichkeit die Badetage für Männer und Frauen getrennt waren.